# VM i skiskydning 1959
Verdensmesterskabet i skiskydning 1959 var det andet VM i skiskydning og blev arrangeret af International Biathlon Union. Mesterskabet blev afviklet i Courmayeur i Italien og bestod af én offciel konkurrence, 20 km for mænd, samt en uofficiel stafetkonkurrence.

## Medaljevindere
Der var én officiel VM-konkurrence, 20 km for mænd. Konkurrencen blev vundet af Sovjetunionens Vladimir Melanin.
| Plac.  | Navn             |
| ------ | ---------------- |
| Guld   | Vladimir Melanin |
| Sølv   | Dmitrij Sokolov  |
| Bronze | Sven Agge        |
Den anden konkurrence på programmet var 3 × 7,5 km stafet for mænd, men det var ikke en officiel VM-disciplin, og der blev ikke uddelt VM-medaljer til de bedste hold. Stafetten kom først på det officielle VM-program fra 1966.
| Plac.  | Navn                                                                     |
| ------ | ------------------------------------------------------------------------ |
| Guld   | Sovjetunionen · Vladimir Melanin · Dmitrij Sokolov · Valentin Psjenitsyn |
| Sølv   | Sverige · Sven Agge · Adolf Wiklund · Sture Ohlin                        |
| Bronze | Norge · Knut Wold · Henry Hermansen · Ivar Skøgsrud                      |